# 西珀特 (阿肯色州)
西珀特（英語：Cypert）是位於美國阿肯色州菲利普斯縣的一個非建制地區。該地的面積和人口皆未知。

## 地理
西珀特的座標為34°29′24″N 90°57′22″W / 34.49000°N 90.95611°W，而該地的平均海拔高度為57米（即187英尺）。